# Giōrgos Geōrgakīs
Giōrgos Geōrgakīs (in greco Γιώργος Γεωργάκης?; Amarousio, 18 marzo 1991) è un cestista greco.

## Palmarès
- Eurolega: 1

Olympiakos: 2012-13